# Le Prisonnier du Caucase (poème)
Pour les articles homonymes, voir Le Prisonnier du Caucase.
Le Prisonnier du Caucase (en russe : «Кавказский пленник», Kavkázskiy plénnik) est un poème narratif écrit par Alexandre Pouchkine en 1820-1821 et publié en 1822. Dédié à son ami le général Nikolaï Raïevski, le poème s'inspire de l'époque où Pouchkine séjournait à Piatigorsk pendant son exil dans le sud du pays.
Le poème parle d'un officier russe byronien qui, désillusionné par la vie d'élite, décide de s'échapper en cherchant l'aventure dans le Caucase. Il est capturé par des membres d'une tribu circassienne puis sauvé par une belle femme circassienne. Malgré ses thèmes romantiques et orientalistes, l'utilisation par Pouchkine de notes académiques en bas de page et de sources ethnographiques fiables lui conféra une certaine crédibilité pendant son époque. Le poème a eu une grande influence sur la perception populaire du Caucase de l'époque. Il reste l’une des œuvres les plus célèbres de Pouchkine et est souvent évoqué dans la culture populaire russe, comme par exemple avec la comédie soviétique La Prisonnière du Caucase ou les Nouvelles Aventures de Chourik.

## Traductions françaises
- Eugène de Porry, Le Prisonnier du Caucase, imprimerie Arnaud, 1858.
- Eugène de Porry (dans sa version corrigée) Les Amours chevaleresques, éditions Léon Téchener, 1869.